# Ommatauxesis macrops
Genre
Espèce
Ommatauxesis macrops, unique représentant du genre Ommatauxesis, est une espèce d'araignées aranéomorphes de la famille des Toxopidae.

## Distribution
Cette espèce est endémique de Tasmanie.

## Description
La femelle holotype mesure 5 mm.

## Publication originale
- Simon, 1903 : Descriptions d'arachnides nouveaux. Annales de la Société entomologique de Belgique, vol. 47, p. 21-39 (texte intégral).